# Латвийско-финляндские отношения
Латвийско-финляндские отношения — двусторонние дипломатические отношения между Финляндией и Латвией. Обе страны являются полноправными членами Совета государств Балтийского моря, Европейского Союза и Еврозоны.
В 1999 году президент Латвии посетил Финляндию, где последняя заявила о своей поддержке вступления Латвии в Европейский Союз. В июне того же года премьер-министр Латвии Вилис Криштопанс встретился с министром по европейским делам и внешней торговле Финляндии Киммо Саси.
В 2014 году товарооборот между Финляндией и Латвией достиг рекордных показателей с 2004 года, достигнув 904,6 млн. евро.
Послом Финляндии в Латвии является Риитта Корпиваара (с 2018).